# Rue de la Station
 (août 2025).
Ne pas confondre avec Rue de la Station (Asnières-sur-Seine).
La rue de la Station (en néerlandais : Stationstraat) est une rue qui s'étend sur les villes de Woluwe-Saint-Pierre et de Woluwe-Saint-Lambert, deux communes de la région bruxelloise. Elle va de la jonction de la petite rue de l'Église, la rue Vandenhoven et la rue Louis Thys jusqu'à la rue au Bois. Elle enjambe le cours d'eau de la Woluwe.
La particularité de ce tronçonest qu'il est situé dans deux communes et qu'en même temps il porte deux noms, tout en n'ayant pas d'habitants : « rue de la Station de Woluwe » à Woluwe-Saint-Lambert (du no 43 au no 109 et du no 40 au no 140) et « rue de la Station » à Wolume-Saint-Pierre (du no 111 au no 155).

## Toponymie
Elle doit son nom à l'ancienne gare de chemin de fer, la gare de Woluwe, située sur la ligne de chemin de fer reliant le quartier Léopold à Tervueren et le pont de Woluwe.